# Qhapac Ñan

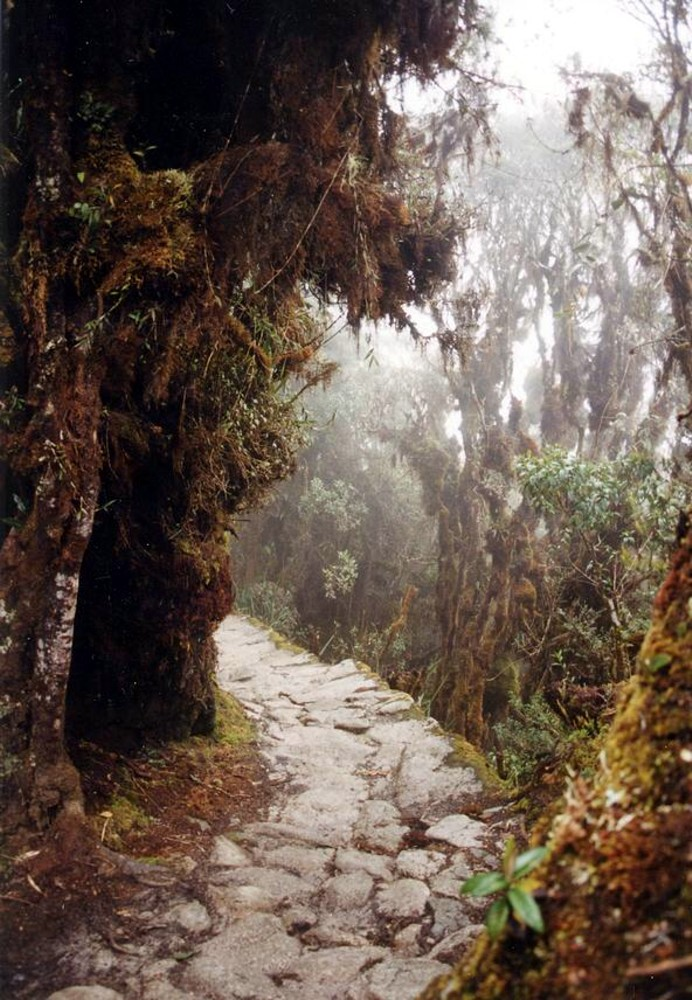
Inkaska droga w okolicach Machu Picchu.

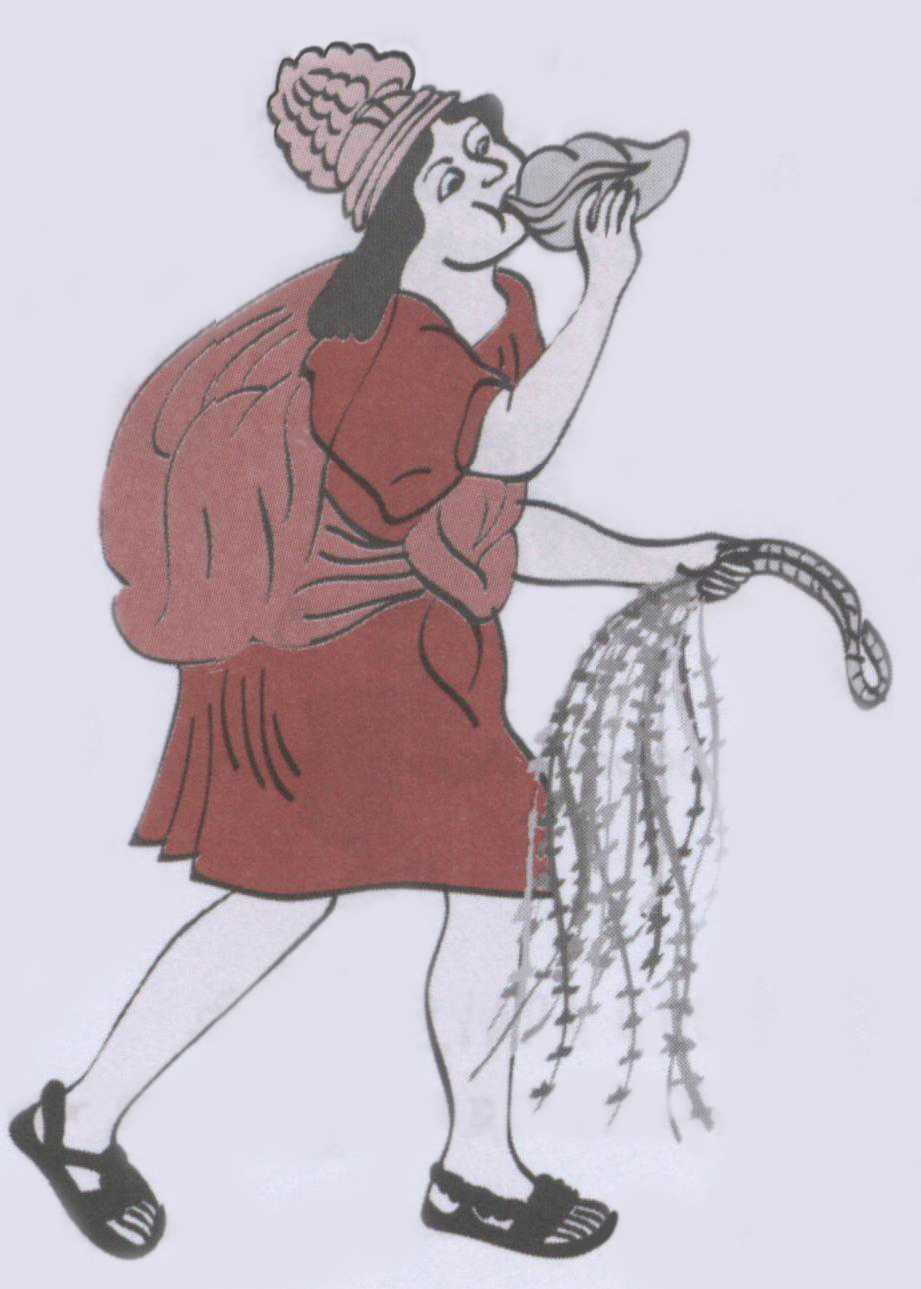
Chaski z muszlą pututu i kipu (Felipe Guamán Poma de Ayala, 1616).

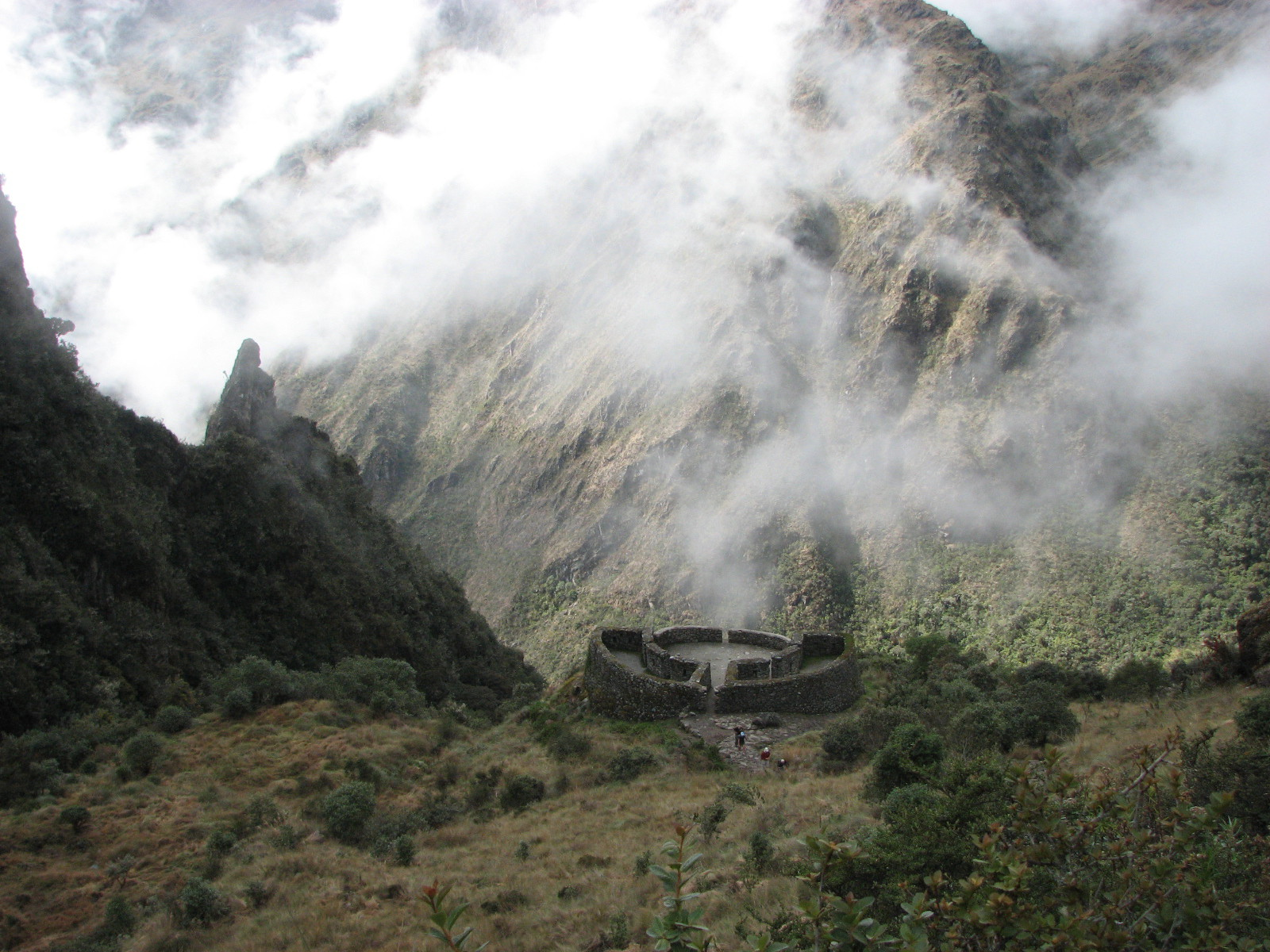
Ruiny tambo w Runkuraqay.

Most wiszący Q'iswa Chaka nad rzeką Apurímac.

Qhapac Ñan (pol. „Trakt Królewski”, także Inka Ñan, Ñawpa Ñan, Chaki Ñan, także hiszp. Camino del Señor i Camino del Shapa Inka) – rozległy system dróg dawnego Imperium Inków o łącznej długości ponad 30 tys. km, oplatający Andy, od obecnej Kolumbii, przez Ekwador, Peru, Boliwię aż do Chile i Argentyny, łączący m.in. tereny powyżej 6000 m n.p.m. z wybrzeżem Oceanu Spokojnego.
W 2014 roku system Qhapac Ñan został wpisany na listę światowego dziedzictwa UNESCO.

## Geografia
System dróg ma łączną długość ponad 30 tys. km. Sieć dróg oplata Andy, od obecnej Kolumbii, przez Ekwador, Peru, Boliwię aż do Chile i Argentyny, łącząc m.in. tereny powyżej 6000 m n.p.m. z wybrzeżem Oceanu Spokojnego. Drogi przebiegają przez bardzo zróżnicowane tereny – lasy tropikalne, pustynie oraz doliny i stoki górskie.

## Historia
System dróg został rozwinięty na przestrzeni kilku stuleci przez Imperium Inków na bazie dawnych szlaków cywilizacji pre-inkaskich. Zbudowany został w systemie obowiązkowego świadczenia pracy przez ludność na rzecz państwa – w systemie mita.
Świetność sieci przypada na XV wiek, kiedy system przecinał Andy wzdłuż i wszerz. Sieć bazowała na czterech szlakach głównych, wybiegających z głównego placu Cuzco, stolicy Imperium Inków, rozchodzących się do czterech głównych części państwa. Do dróg tych dochodziły pomniejsze drogi łącząc ośrodki produkcyjne, handlowe, kulturowe i religijne. Za utrzymanie dróg odpowiadały lokalne społeczności, a ich praca była nadzorowana przez inżynierów państwowych.
Cywilizacja Inków nie znała ani koła ani koni – stąd podróże i transport odbywały się pieszo lub przy użyciu lam. Inkaski system dróg został zaprojektowany kompleksowo wraz z niezbędną infrastrukturą wspomagającą, m.in. kładkami, mostami wiszącymi (np. nad rzeką Apurímac), tunelami a także przydrożnymi magazynami i stacjami dla podróżnych zwanymi tambo (lub tampu). Drogi budowano biorąc pod uwagę zarówno ukształtowanie terenu jak i powszechne wówczas sposoby transportu. Drogi były szersze na terenach płaskich (niektóre miały nawet 25 m szerokości) a na terenach wysokogórskich zamieniały się w wąskie, strome ścieżki lub schodki.
Dwoma najważniejszymi traktami były: szlak wzdłuż wybrzeża Oceanu Spokojnego oraz Szlak Królewski biegnący przez znacznie wyżej położone tereny w Andach.
Obydwa szlaki łączyły mniejsze drogi przy najważniejszych ośrodkach miejskich. Trakt wzdłuż wybrzeża zaczynał się w Tumbez przy obecnej granicy Peru z Ekwadorem, biegł na południe do Arequipy i San Pedro de Atacama i dalej w głąb obecnego Chile. Szlak Królewski był najprawdopodobniej najdłuższą uczęszczaną drogą na świecie aż do XIX wieku. Rozpoczynał się nad rzeką Ancasmayo na granicy obecnej Kolumbii i biegł na południe przez Quito, Tomebamba, Cajamarca, Jauja, Vilcas Huamán, Cuzco i dalej prawie aż do Mendozy w obecnej Argentynie. Szlak wiódł wybrukowanymi drogami, przez mosty wiszące rozpięte nad rzekami, galeriami i schodami na stromych stokach gór. Wzdłuż szlaku, co ok. 20 km, znajdowały się stacje tambo.
Jednym z najlepiej wykonanych odcinków była droga łącząca Cuzco z Quito w Chinchasuyu, zbudowana za panowania króla Tupaca Yupanhqui (1471–1493), a następnie rozbudowana przez jego syna Huaynę Capaca (1493–1525). Droga była wyłożona kamieniem, miała 16 m szerokości i wyposażona była w system odwadniający.
Państwo Inków rozciągało się na przestrzeni 5 tys. km i musiało wypracować dobry system komunikacji – wiadomości przenoszone były przez posłańców – wytrawnych biegaczy zwanych chaski. System został wprowadzony za panowania Pachacuteca (1438–1471) i udoskonalony za czasów Huayny Capaca (1493–1525). Wzdłuż dróg powstały centra administracyjne, m.in. Cajamarca i stacje pocztowe, w których mieszkali chaski, zwane chaskiwasi. Kiedy posłaniec zbliżał się do stacji, dął w muszlę, i ze stacji wybiegał mu naprzeciw jego zmiennik, razem biegli przez jakiś czas – przybyły posłaniec przekazywał zmiennikowi kipu oraz wiadomości ustne a drugi posłaniec biegł do kolejnej stacji. W systemie chaskich wiadomość mogła pokonywać dystans ok. 240 km dziennie, a przekazanie wiadomości czy drobnych przesyłek z Cuzco do Quito trwało siedem dni. Król Inków rezydujący w Cuzco miał jadać świeże ryby z oceanu dostarczane mu poprzez system chaskich.
Drogi nie były jedynie infrastrukturą transportową czy komunikacyjną, lecz spełniały również ważną funkcję prestiżową, świadcząc o potędze państwa – system Qhapac Ñan nie mógł być używany do celów prywatnych.
Obecność dróg ułatwiła podbój państwa Inków przez hiszpańskich konkwistadorów w latach 1526–1536. Po upadku państwa Inków sieć dróg przetrwała i pełniła funkcje komunikacyjne i transportowe przez kolejne stulecia. Hiszpańscy kolonialiści nie dbali jednak o należyte utrzymanie szlaków i wiele z nich popadło w ruinę. Współcześnie wiele fragmentów oryginalnych szlaków zostało przebudowanych i zmodernizowanych, tworząc często odcinki nowoczesnych autostrad. Liczne odcinki pozostały jednak w oryginalnej formie i służą jako szlaki piesze i do transportu przy użyciu koni, osłów i mułów.
Ze względu na trudną dostępność i zróżnicowany charakter terenu, system Qhapac Ñan jest uważany za jedno z największych osiągnięć inżynieryjnych ludzkości. W 2014 roku został wpisany na listę światowego dziedzictwa UNESCO. 

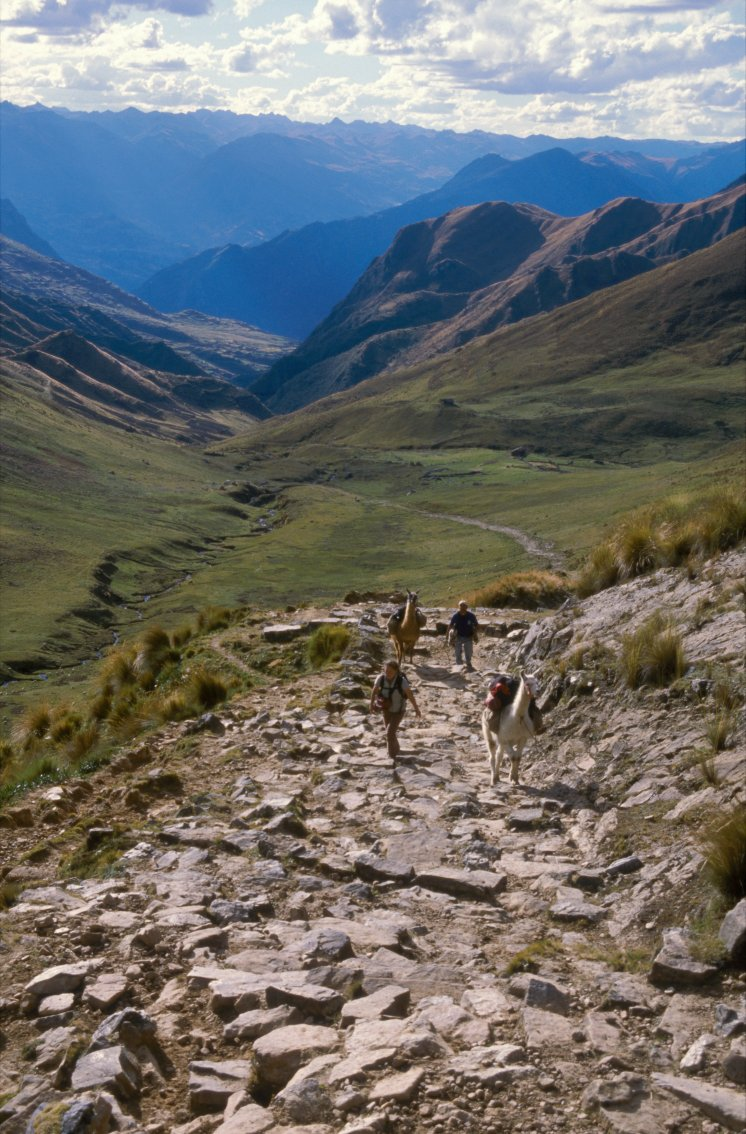
Qhapac Ñan